# ميوجين ياهيكو
ميوجين ياهيكو 明神 弥彦 وفي الأنمي الإنجليزي معروف باسم ياهيكو ميوجن في نسخة ميديا بلاستر، ويوشي ميوجن في نسخة سوني، هو شخصية خيالية من عالم روروني كنشين من نوبوهيرو واتسوكي. هذه الشخصية مبنية على تجربة المؤلف نفسه في تدريباته في أحد أندية القتال بالسيف كيندو، وبسبب شعوره بالإحباط في حصص الكيندو رسم واتسوكي شخصية ياهيكو من تلك التجربة، واتسوكي أعجب بياهيكو، وأثناء كتابته للمانغا بدأ بتطوير الشخصية حتى يستمتع بها القراء.
تقع الأحداث أثناء حقبة ميجي من تاريخ اليابان، ياهيكو هو فتى يتيم من عائلة ساموراي أجبر على العمل كنشال ليسدد دينا عليه لوفاة والديه قبل الوفاء بذلك الدين، عندما يساعده هيمورا كنشين بطل السلسلة، يقرر ياهيكو بأن يكبر ليصبح مثل كنشين، ولكن يرفض كنشين أن يقوم بتعليم أحد كان أسلوبه في القتال بسبب معتقداته القوية، ولذلك دبر تعليم ياهيكو بأن يكون على يد كاميا كاورو، معلمة أسلوب كاميا كاشين. بتقدم السلسلة يتمرس ياهيكو على القتال بالسيف ويواجه العديد من الأعداء.
يظهر ياهيكو في إصدار الفيلم، وأيضا في المواد الأخرى ذات العلاقة من السلسلة بما فيها الألعاب الإلكترونية وسلسلة الرسوم المتحركة الأصلية للفيديو OVA. هذه الشخصية نالت شهرة بين قراء روروني كنشين، متربعة المراكز المتقدمة في الاستفتاءات، كما تم صنع سلع تجارية مستندة عليها كسلاسل المفاتيح.

## ابتكار الشخصية وتصورها
نوبوهيرو واتسوكي مبتكر روروني كنشين، قال بأنه لم يتصور شكلا محددا عند رسم ياهيكو ما عدا العينان الجريئتان والشعر غير المرتب (وصف واتسوكي ذلك بأنها من «الواجبات» في القصص المصورة للفتيان)، وضع واتسوكي فيه مشاعره من المدرسة المتوسطة، حيث وصف نفسه وقتها «بالضعيف والمحرج في طوله البالغ 183 سنتيمترا». بمرور القصة يصبح ياهيكو شخصية كوميدية، أراد واتسوكي أن يرسم ياهيكو بالشكل الذي يتصوره القراء بعد خمس إلى عشر سنوات مقاتل سيف كبير.
أثناء الفترة الأخيرة من القصة في المانغا، تتخذ القصة نغمة حزينة عن مثيلاتها من قصص الفتيان التي تنشرها شوئيشا، وكسلسلة موجهة لتلك الفئة جعل واتسوكي من ياهيكو الشخصية الرئيسية في الجزء من القصة الذي يظن فيه كنشين أن كاميا كاورو قد ماتت. بنهاية القصة يصبح ياهيكو فتى يافعا ليعيد واتسوكي تصميمه، كما أضاف أيضا على ظهره رمز «أكو» 惡 (الشر)، وأنه سر بتعرف القراء عليه.
في الأنمي المتبني للمانغا، دمج تصميم واتسوكي مع مهارات ممثلة صوته مينا توميناغا، في النسخة الإنجليزية من ميديا بلاستر، قامت إليس فلويد بتمثيل الدور.

## موجز الشخصية

### الشخصية
ياهيكو طفل حاد الطباع متعجرف وقح سيء السلوك بذيء اللسان، نال مسبقا لقب «ساموراي طوكيو»، بكون والده محارب ساموراي مات في معركة أوين في حرب بوشين منحورا في معبد كينيجي. ولاحترامه والديه يصبح ياهيكو نشالا في بداية القصة حتى يفي ديونهما، بعد لقائه كنشين يتوقف ياهيكو عن السرقة ويبدأ العيش مع كاورو وكنشين الذي ينال تقديره كثيرا، حلم ياهيكو بأن يكون قويا مثل كنشين ليصبح قابلا في حماية نفسه والناس الذين يحبهم، ورغم عمره الصغير وتدريبه القصير يسمح كنشين له بالقتال معه ملاحظا نضوجه الشديد مقارنة بعمره.
وبمرور السلسلة يتعلم ياهيكو مبادئ أسلوب كاميا كاشين الذي يطابق غايات كنشين في حماية الناس، بنهاية القصة يعجب ياهيكو أيضا بساغارا سانوسكي ويستنسخ وشمه ورمز «أكو» على ظهر ملابسه. ياهيكو له منافس هو تسوكاياما يوتارو، الفتى الثري الذي خدع من قبل معلمه إيسوروغي رايجوتا. وله علاقة حب مع سانجو تسوبامي، النادلة التي تعمل في أكابيكو (مطعم في طوكيو حيث يعمل فيه ياهيكو أيضا).

### فنون القتال
يتدرب ياهيكو على أسلوب كاميا كاشين في القتال بالسيف في السلسلة، أثناء الشهر السادس من التدريب تميزه مدربته كاميا كاورو كأقوى طفل باليابان، لكن ياهيكو لطالما كرر القول أنه ليس بما على كنشين من القوة. بعد متابعته معارك عدة لكنشين، يتمرس ياهيكو على تقليد بعض مهارات أسلوب هيتن ميتسوروغي لكنشين، مدمجا تلك المهارات في تنفيذ ضربات سيف قوية.
في محاولة إنيشي لقتل كنشين ورغبة ياهيكو في اكتساب القوة لحماية من يحبهم، يتعلم ياهيكو مهارتين متتاليتين في أسلوب كاميا كاشين، الأولى هادومي 刃止め (أوقف السيف) حيث تتقاطع ذراعي ياهيكو فوق رأسه ليمسك سيف الخصم من ظهور أياديهم، هذا يبقي قبضة الخصم على السيف في الوقت نفسه يتيح لياهيكو الإمساك بسيف الخصم. إذا ما تم تنفيذ ذلك بنجاح يمكن الإتباع بالمهارة الثانية هاواتاري 刃渡り (تقاطع السيف)، وهي مهارة هجوم معاكس في أسلوب كاميا كاشين وتنفذ فقط بعد الأداء الناجح لمهارة هادومي، وفيها يثني ياهيكو معصميه مجردا معصمي الخصم من السلاح، يتعلم ياهيكو كلا المهارتين ويتمرس في استخدام هادومي ومهارات متفرعة منه. ببلوغه سن المراهقة يكتسب ياهيكو شهرة بلقبه «الرجل الذي أمسك بألف سيف».

## موجز الحبكة الروائية
يظهر ياهيكو بالبداية محاولا نشل كنشين الذي يوقفه ويتركه في طريقه، عندما يريد ياهيكو التوقف عن السرقة يقوم رؤسائه في عصابة ياكوزا بضربه حتى الموت لولا تدخل كنشين وأخذه إلى مدرسة كاورو للقتال بالسيوف، يشاهد ياهيكو معارك متعددة لكنشين كما يقاتل ياهيكو وحده في مرة من المرات. عندما يذهب كنشين لإيقاف شيشيو ماكوتو الذي يسعى للسيطرة على اليابان، يرافق ياهيكو كاورو في العثور على كنشين ومساعدته. وبينما يذهب كنشين للقتال الأخير ضد شيشيو، يبقى ياهيكو في كيوتو لحماية مقرهم فندق آويا من قوات شيشيو مع كاورو ومجموعة أونيوابان. تنتصر المجموعة ويشارك ياهيكو في صناعة الانتصار بهزيمته أحد أقوى جنوده هنيا.
بعد العودة إلى طوكيو بعد هزيمة شيشيو، يلاحظ ياهيكو رغبة يوكيشيرو إنيشي في الانتقام من كنشين، يتدرب كثيرا لتعلم المزيد من أسلوب كاميا كاشين، ويطبق ذلك في قتاله أوتوا هيوكو أحد رفاق إنيشي. أثناء تعافيه من الإصابات يقوم إنيشي باختطاف كاورو، ثم يشترك ياهيكو مع أصدقائه في البحث عنها. عندما يهرب كوجيرانامي هيوغو أحد رجال إنيشي من السجن ويبدأ بثورة، يتصدى ياهيكو أمامه، لكن لم يكن قويا بما يكفي للتغلب عليه فيأتي كنشين لإنقاذه في الحظات الأخيرة، بعد تعافي كنشين وياهيكو من الإصابات تغادر المجموعة لاستعادة كاورو من إنيشي في جزيرته، يقاتل ياهيكو واحدا من أربعة حراس شخصيين لهايشين حليف إنيشي، ثم يشهد قتال كنشين الأخير ضد إنيشي حيث ينتصر كنشين. بعد مرور خمس سنوات يقوم ياهيكو بالتدريب في مدرسة أسلوب كاميا كاشين. في يوم ما يستدعيه كنشين لاختبار قدراته، عندما ينجح ياهيكو في إيقاع ضربة على كنشين، يقدم كنشين إليه سيفه معكوس النصل كتقليد متبع على بلوغه مرحلة الساموراي الحقيقي.

## الظهور في مواد أخرى
في رورني كنشين رومانتيك ستوري، يظهر ياهيكو باسم كاميا ياهيكو 神谷 弥彦 كأخ لميغومي وكاورو (جميعهم من عائلة كاميا في هذه النسخة). يظهر ياهيكو أيضا في جميع ألعاب الكمبيوتر لروروني كنشين، بما فيها جمب سوبر ستارس وجمب ألتميت ستارس. بعد نهاية سلسلة المانغا، رسم واتسوكي فصلا مفردا من السلسلة فيه يذهب ياهيكو للاهتمام بشؤون مدرسة تدريبية دوجو، لكنه ينتهي بمقابلة أحد أتباع شيشيو السابقين الذي يتخذ من طلاب الدوجو رهائن. في فيلم السلسلة ينضم ياهيكو لمجموعة الساموراي تاكيمي شيغوري التي تحاول الانقلاب على حكومة ميجي، لكن شيغوري يلكزه في بطنه ليغيب عن الوعي حتى لا يتعرض للخطر. في سلسلة OVA ساموراي إكس: رفلكشن التي تسرد وقائع ما بعد نهاية المانغا بسنوات، يعيش ياهيكو الشاب مع تسوبامي معتنيين بكاورو المصابة بمرض عضال في غياب كنشين الذي يساعد المصابين في الحروب، وبسبب شدة مرض كاورو يتجه ياهيكو إلى كيوتو لجلب ابنها هيمورا كنجي، ولكي يوافق على العودة يدخل كنجي في مبارزة مع ياهيكو، الذي ينتصر في نهايتها.

## مدى القبول
شخصية ياهيكو نالت استحسانا من قراء المانغا، ما جعلها تتصدر المراتب العليا للاستفتاءات التي تقوم بها مجلة شونين جمب الأسبوعية للسلسلة، عدد من السلع التجارية جاءت على صورة ياهيكو كسلاسل المفاتيح. في مقابلة مع ممثلة صوت ياهيكو مينا توميناغا، قالت أنها كانت متخوفة قليلا عند تمثيل الشخصية في سلسلة OVA بحكم نضج الشخصية، لكنها سعيدة بما قدمته في النهاية.

## اقرأ أيضا
- هيمورا كنشين
- كاميا كاورو
- ساغارا سانوسكي